# Ivajlo Mladenov
Ivajlo Mladenov (bulharsky Ивайло Петков Младенов) (* 6. října 1973, Vraca) je bývalý bulharský atlet, mistr Evropy ve skoku do dálky z roku 1994.

## Sportovní kariéra
Jeho prvním mezinárodním úspěchem byla bronzová medaile v soutěži dálkařů na juniorském mistrovství světa v roce 1992. V roce 1994 se stal mistrem Evropy v této disciplíně. O rok později vytvořil svůj nejlepší výkon 833 cm.